# مارك بينغهام (ملحن)
مارك بينغهام (بالإنجليزية: Mark Bingham)‏ هو مهندس ومهندس الصوت ومنتج أسطوانات وملحن أمريكي، ولد في 1949.

## وصلات خارجية
- مارك بينغهام على موقع ميوزك برينز (الإنجليزية)
- مارك بينغهام على موقع أول ميوزيك (الإنجليزية)
- مارك بينغهام على موقع ديسكوغز (الإنجليزية)